# Moselstadion
Moselstadion – wielofunkcyjny stadion w Trewirze, w Niemczech. Został otwarty 6 lipca 1930 roku. Może pomieścić 10 256 widzów. Swoje spotkania rozgrywają na nim piłkarze klubu Eintracht Trier.

## Historia
Stadion, jako część większego kompleksu sportowego pod nazwą Sportanlage Auf der D’ham, został uroczyście otwarty 6 lipca 1930 roku. Na obiekcie swoje spotkania rozgrywali m.in. piłkarze klubu SV Westmark Trier 05 (uznawanego za prekursora obecnego Eintrachtu Trier). Jednym z największych rywali tej dryżyny był wówczas zespół SV Eintracht Trier 06. W czasach III Rzeszy stadionowi nadano imię Hermanna Göringa (Hermann-Göring-Stadion).
Po II wojnie światowej obiekt przemianowano na Moselstadion (nazwa pochodzi od rzeki Mozeli), a SV Westmark Trier 05 powrócił do swej dawnej nazwy SV Trier 05. W 1948 roku doszło do fuzji tego klubu z SV Eintracht Trier 06, co dało początek obecnemu Eintrachtowi Trier. W latach 1948–1962 zespół ten występował w Oberlidze. Po spadku, w sezonie 1962/1963 klub występował w 2. Lidze Südwest, a od kolejnego sezonu, po reorganizacji rozgrywek, w Regionallidze (następnie w Rheinlandlidze). W 1976 roku drużyna awansowała do 2. Bundesligi, gdzie grała do 1981 roku. Po raz drugi i ostatni zespół występował w 2. Bundeslidze w latach 2002–2005. Wcześniej, w sezonie 1997/1998 klub dotarł do półfinału Pucharu Niemiec. W meczu o finał, 18 lutego 1998 roku, Eintracht Trier zmierzył się na własnym stadionie z MSV Duisburg. W spotkaniu transmitowanym przez telewizję (przed meczem na stadionie oddano do użytku sztuczne oświetlenie) po dogrywce był remis 1:1, a zespół z Duisburga awansował do finału dopiero po długiej serii rzutów karnych (decydującym był przestrzelony karny wykonywany przez bramkarza gospodarzy).
W latach 1988 i 1989 Eintracht Trier zdobywał tytuły amatorskiego mistrza Niemiec. Finał amatorskich rozgrywek sezonu 1988/1989 odbył się 17 czerwca 1989 roku na Moselstadion, przy udziale 5500 widzów (Eintracht Trier – SpVgg Bad Homburg 1:1 pd., k. 5:4). Na Moselstadion odbywały się również mecze narodowych reprezentacji młodzieżowych, a 6 sierpnia 2003 roku rozegrano na nim spotkanie towarzyskie reprezentacji kobiet (Niemcy – Nigeria 3:0). Na obiekcie przeprowadzane są także zawody lekkoatletyczne.
Trybuna główna obiektu powstała w latach 60. XX wieku. W latach 80. XX wieku stadion przeszedł dalsze modernizacje, m.in. został wyposażony w tartanową bieżnię lekkoatletyczną (1984). W 1998 roku oddano do użytku maszty oświetleniowe. W latach 2002–2003 zmodernizowano i powiększono trybunę główną stadionu.